# Sinodendron
Genre
Sinodendron est un genre d'insectes coléoptères de la famille des Lucanidae qui sont caractérisés par la présence d'une corne céphalique chez les mâles (scarabées rhinocéros).

## Liste d'espèces
Selon BioLib (15 aout 2025) :
- Sinodendron cylindricum (Linnaeus, 1758) - seule espèce en Europe[2]
- Sinodendron persicum Reitter, 1902
- Sinodendron rugosum Mannerheim, 1843 - seule espèce en Amérique du Nord[3]
- Sinodendron yunnanense Král, 1994